# Rougetius rougetii
Rougetius rougetii é uma espécie de ave da família Rallidae. É a única espécie do género 'Rougetius.
Pode ser encontrada nos seguintes países: Eritrea e Etiópia.
Os seus habitats naturais são: matagal tropical ou subtropical de alta altitude, campos de altitude subtropicais ou tropicais, rios, pântanos, marismas de água doce, pastagens, jardins rurais e áreas urbanas.
Está ameaçada por perda de habitat.